# Карл Гольц
Карл Гольц (нім. Karl Holz; 27 грудня 1895, Нюрнберг — 20 квітня 1945, Нюрнберг) — державний і військовий діяч Третього Рейху. Бефельсляйтер НСДАП (20 вересня 1942 — листопад 1944), гауляйтер НСДАП (від листопада 1944), Группенфюрер СА (9 листопада 1942).

## Біографія

### Початок кар'єри
П'ятий син робітника типографії. Після відвідин початкової школи, навчався на торгового представника, працював конторщиком.
У 1915 році вступив добровольцем до армії. Брав участь у Першій світовій війні. Неодноразово був поранений.
У 1920 році вступив в Німецьку соціалістичну партію.
11 листопада 1922 року вступив в НСДАП. Стояв біля витоків створення партії (квиток № 77).
В 1922 році вступив у СА. З 1922 до листопада 1923 командир (Führer) роти СА (SA-Kompanie) в Нюрнберзі.
З грудня 1924 по 1925 рік — член Міської ради (Stadtrat) Нюрнберга.
1927—1933 — головний редактор щотижневої газети «Штурмовик».
26 травня 1925 знову вступив у відтворену НСДАП (квиток № 77).

### Партійна кар'єра
З 1932 року — депутат баварського ландтагу у чині міністерського радника (нім. Ministerialrat).
З 1933 року — депутат Рейстагу від НСДАП, також 1936 і 1938 років (9-го, 10-го і 11-го скликання відповідно).
З 1933 по 15 липня 1934 року — крайсляйтер міського крайсу Нюрнберга.
Одночасно з 1 січня 1934 року заступник гауляйтера Франконії Юліуса Штрайхера.
У лютому 1940 року тимчасово позбавлений чинів за підозрою у зловживаннях під час «арієзації» майна, вилученого у євреїв.
З 4 квітня 1942 по листопад 1944 — виконувач обов'язків гауляйтера Франконії.
З листопада 1944 року — гауляйтер Франконії.
З 16 листопада 1942 року — імперський комісар оборони Франконії.

### Військова кар'єра
У листопаді 1939 року призваний на службу до Вермахту. Єфрейтор 25 танкового полку 7 танкової дивізії.
З 1940 по квітень 1941 року — унтер-офіцер, фельдфебель 25 танкового полку 7 танкової дивізії.
З 1944 року — Уповноважений Геббельса по тотальній війні.
Загинув 20 квітня в бою під час оборони Нюрнберга. Гольц разом з невеликою групою утримував бункер Пальменгоф поблизу нюрнберзького управління поліції.
Примітно, що в цьому ж бункері загинув і обер-бургомістр Нюрнберга Віллі Лібель. Однак, досі неясно, чи був він застрелений Гольцом за спробу здатися, або ж через їхнє багаторічне суперництво, або все ж наклав на себе руки.

## Звання СА
- Штурмфюрер СА (1933)
- Бригадефюрер СА (9 листопада 1937)
- Группенфюрер СА (9 листопада 1942)

## Нагороди
За роки військової та політичної кар'єри відзначено німецькими, зокрема часів Третього Рейху, нагородами

### Військові нагороди
- Нагрудний знак «За поранення» в чорному (1918)
- Почесний хрест ветерана війни з мечами
- Залізний хрест 2-го класу (1939)
- Нагрудний знак «За поранення» в золоті (1940)

### Партійні нагороди
- Золотий партійний знак НСДАП
- Медаль «За вислугу років в НСДАП» у бронзі, сріблі і золоті (25 років)
- Знак гау
- Золотий почесний знак Гітлер'югенду з дубовим листям
- Німецький Орден (№10; 19 квітня 1945)